# Cerro Sairecábur
Cerro Sairecábur är ett berg i Bolivia, på gränsen till Chile. Det ligger i den södra delen av landet, 500 km sydväst om huvudstaden Sucre. Toppen på Cerro Sairecábur är 5 971 meter över havet, eller 594 meter över den omgivande terrängen. Bredden vid basen är 5,7 km.
Terrängen runt Cerro Sairecábur är bergig västerut, men österut är den kuperad. Cerro Sairecábur är den högsta punkten i trakten. Trakten runt Cerro Sairecábur är nära nog obefolkad, med mindre än två invånare per kvadratkilometer.. Det finns inga samhällen i närheten.
Trakten runt Cerro Sairecábur är ofruktbar med lite eller ingen växtlighet.